# Bad 25 (film)
Bad 25 è un documentario del 2012 sull'album Bad pubblicato da Michael Jackson nel 1987. Diretto da Spike Lee (già regista dei video musicali di They Don't Care About Us e di This Is It), il film è stato presentato alla 69ª edizione della Mostra internazionale d'arte cinematografica di Venezia nell'agosto del 2012 ed è stato proiettato nei teatri di New York e di Los Angeles il 19 ottobre 2012. Verrà trasmesso in prima visione sul canale televisivo statunitense ABC il 22 novembre 2012.

## Trama
Il documentario celebra l'anniversario dell'uscita dell'album omonimo ripercorrendone la creazione, il relativo tour promozionale e i retroscena avvalendosi anche di interviste a celebrità e ai collaboratori di Michael Jackson come ad esempio la cantante Sheryl Crow con cui ha duettato nella canzone I Just Can't Stop Loving You nel Bad World Tour del 1987 e Siedah Garrett con cui ha duettato nel brano originale.

## Promozione
Il 19 ottobre 2012 sono stati diffusi online il trailer e il poster del film..

## Distribuzione
Negli USA il documentario è stato trasmesso dalla rete televisiva ABC il 22 novembre 2012, in occasione della Festa del Ringraziamento ed è stato pubblicato in DVD e Blu-ray il 2 luglio 2013.